# Кольо Георгиев (кмет)
 Тази статия е за Кмета на Стара Загора.  За писателя вижте Кольо Георгиев (писател).  
Кольо Георгиев е български политик. Кмет на Стара Загора в продължение на десет години.

## Биография
Роден е през 1940 г. в Стара Загора. Има висше техническо образование. Започва работа първоначално в Роботостроителен завод „Берое“, а след това в Градския и Общинския комитет на Българската комунистическа партия.